# Ablaberoides tenellus
Ablaberoides tenellus är en skalbaggsart som beskrevs av Fahraeus 1857. Ablaberoides tenellus ingår i släktet Ablaberoides och familjen Melolonthidae. Inga underarter finns listade i Catalogue of Life.